# Jiizas: di Buk We Luuk Rait bout Im
Jiizas: di Buk We Luuk Rait bout Im – tłumaczenie Ewangelii Łukasza z języka greckiego w formie koinè (gr. κοινὴ) na język jamajski. Praca została rozpowszechniona przez Bible Society of West Indies z siedzibą w Kingston na Jamajce. Tłumaczenie zostało opublikowane w wersji drukowanej oraz w formacie audio latem 2010 roku i było prekursorem do pełnego tłumaczenia Nowego Testamentu na język jamajski o tytule Di Jamiekan Nyuu Testiment. Projekt został uruchomiony w Wielkiej Brytanii i na Jamajce w 2012 roku, na pięćdziesiątą rocznicę uzyskania niepodległości Jamajki od Wielkiej Brytanii. Projekt The Luuk Buk jest częścią większego przedsięwzięcia tworzonego przez Bible Society of the West Indies o nazwie Jamaican Creole Translation Project.

## Przykład
Przykład tłumaczenia na podstawie fragmentu Łk. 1:28, kiedy to Archanioł Gabriel po raz pierwszy odwiedza Marię z Nazaretu.
| Język jamajski – patois Di ienjel go tu Mieri an se tu ar se, 'Mieri, mi av nyuuz we a go mek yu wel api. Gad riili riili bles yu an im a waak wid yu all di taim. | Język polski – Biblia Tysiąclecia Anioł wszedł do Niej i rzekł: «Bądź pozdrowiona11, pełna łaski, Pan z Tobą.» | Greka Nowotestamentowa καὶ εἰσελθὼν πρὸς αὐτὴν εἶπεν· χαῖρε, κεχαριτωμένη, ὁ κύριος μετὰ σοῦ. |